# Thomas (album)
| Recensione | Giudizio |
| ---------- | -------- |
| Rockol     |          |

Thomas è il primo album in studio del cantante italiano Thomas, pubblicato il 13 ottobre 2017.

## Classifiche
| Classifica (2019) | Posizione massima |
| ----------------- | ----------------- |
| Italia            | 1                 |